# Józef Gajewicz
Józef Gajewicz (ur. 12 marca 1944 w Wymysłowie) – polski polityk i inżynier, doktor nauk technicznych, w latach 1980–1982 prezydent Krakowa, poseł na Sejm PRL IX kadencji oraz na Sejm kontraktowy (X kadencji) (1985–1991).

## Życiorys
Ukończył w 1971 studia na Wydziale Budownictwa Lądowego Politechniki Krakowskiej, uzyskał następnie stopień naukowy doktora nauk technicznych. W latach 1964–1967 pracował w jednym z przedsiębiorstw korporacji „Hydrobudowa”, następnie do 1971 w Krakowskim Zjednoczeniu Budownictwa Przemysłu Materiałów Budowlanych.
W 1964 wstąpił do Polskiej Zjednoczonej Partii Robotniczej. W 1971 został pracownikiem politycznym komitetu dzielnicowego PZPR Kraków-Zwierzyniec. Był kolejno zastępcą kierownika i kierownikiem wydziału budownictwa i gospodarki komunalnej Komitetu Wojewódzkiego PZPR w Krakowie. W latach 1976–1979 zatrudniony w Komitecie Centralnym PZPR w Warszawie. Od 26 października 1982 do rozwiązania był pierwszym sekretarzem komitetu krakowskiego partii. W latach 1981–1986 był zastępcą członka KC PZPR. W 1979 objął stanowisko wiceprezydenta Krakowa oraz przewodniczącego komisji planowania. 25 września 1980 został powołany na urząd prezydenta Krakowa, pełnił tę funkcję do grudnia 1982. W 1985 i 1989 uzyskiwał mandat posła IX i X kadencji w okręgach Kraków-Śródmieście oraz Kraków-Podgórze. Na koniec X kadencji należał do Parlamentarnego Klubu Lewicy Demokratycznej.
Pełnił funkcję wiceprzewodniczącego Społecznego Komitetu Odnowy Zabytków Krakowa. Po zakończeniu pracy w parlamencie został członkiem jednego z krakowskich kół Sojuszu Lewicy Demokratycznej.

## Odznaczenia
- Krzyż Oficerski Orderu Odrodzenia Polski (1989)
- Srebrny Krzyż Zasługi (1976)[1]
- Order „Gwiazda Przyjaźni między Narodami” III klasy (NRD, 1986)[2]